# Mark Trappmann
Mark Trappmann (* 1970 in Duisburg) ist Professor für Soziologie, insbesondere Survey-Methodologie, an der Universität Bamberg und Leiter des Forschungsbereichs „Panel Arbeitsmarkt und soziale Sicherung“ des Instituts für Arbeitsmarkt- und Berufsforschung der Bundesagentur für Arbeit (IAB) in Nürnberg.

## Biographie
Mark Trappmann studierte Sozialwissenschaften und Mathematik an den Universitäten Duisburg und Groningen und promovierte im Jahr 2003 an der Universität Duisburg-Essen im Fach Soziologie. Von 2004 bis 2006 arbeitete er an der Universität Konstanz als wissenschaftlicher Assistent am Lehrstuhl für Methoden der Empirischen Politik- und Verwaltungsforschung. Seit 2007 leitet er den Forschungsbereich „Panel Arbeitsmarkt und soziale Sicherung“ des Instituts für Arbeitsmarkt- und Berufsforschung der Bundesagentur für Arbeit (IAB) in Nürnberg und seit 2012 ist er Inhaber des Lehrstuhls für Soziologie, insb. Survey-Methodologie an der Otto-Friedrich-Universität Bamberg.
Mark Trappmann hat in leitender Funktion zum Aufbau mehrerer sozialwissenschaftlicher Längsschnittdatensätzen beigetragen: Das Panel Arbeitsmarkt und soziale Sicherung (PASS) ist eine zentrale Datenbasis für die Erforschung der Grundsicherung für Arbeitsuchende. Im Rahmen der IAB-SMART-Studie wurden zusätzlich von mehr als 600 Teilnehmenden der PASS-Studie über einen Zeitraum von einem halben Jahr digitale Verhaltensdaten erhoben. Zudem ist er einer der Leiter einer IAB-Längsschnittstudie zur Evaluation der Wirkungen des Teilhabechancengesetzes auf soziale Teilhabe und Beschäftigungsfähigkeit der Geförderten.
Er ist Mitglied des Rats für Sozial- und Wirtschaftsdaten (RatSWD) und Vorsitzender des Beirats des Konsortiums für die Sozial-, Verhaltens-, Bildungs- und Wirtschaftswissenschaften (KonsortSWD) im Rahmen der Nationalen Forschungsdateninfrastruktur (NFDI). Er ist zudem Mitglied des Wissenschaftlichen Beirats des „Programme for the International Assessment of Adult Competencies“ (PIAAC) und Mitherausgeber des Journal for Labour Market Research.

## Forschungsschwerpunkte
Mark Trappmann forscht zu Methoden der Erhebung quantitativer Daten, insbesondere zur Qualität von Befragungsdaten und digitalen Verhaltensdaten, sowie zur Dynamik von Arbeitslosigkeit und Transferleistungsbezug.

## Publikationen (Auswahl)
- Trappmann, Mark, Georg-Christoph Haas, Sonja Malich, Florian Keusch, Sebastian Bähr, Frauke Kreuter & Stefan Schwarz (2022), 2022-04-13, 2022-06-28: Augmenting survey data with digital trace data: Is there a threat to panel retention? In: Journal of survey statistics and methodology, online first. doi:10.1093/jssam/smac023
- Trappmann, Mark; Bähr, Sebastian; Beste, Jonas; Eberl, Andreas; Frodermann, Corinna; Gundert, Stefanie; Schwarz, Stefan; Teichler, Nils; Unger, Stefanie; Wenzig, Claudia (2019): Data Resource Profile: Panel Study Labour Market and Social Security (PASS). In: International Journal of Epidemiology, Vol. 48, No. 5, S. 1411–1411g.
- Abraham, Martin; Bähr, Sebastian; Trappmann, Mark (2019): Gender differences in the willingness to move for interregional job offers. In: Demographic Research, Vol. 40, Art. 53, S. 1537–1602.
- Kreuter, Frauke, Gerrit Müller & Mark Trappmann (2010): Nonresponse and measurement error in employment research: making use of administrative data. In: Public Opinion Quarterly, Vol. 74, Issue 5, S. 880–906.
- Trappmann, Mark, Hans J. Hummell & Wolfgang Sodeur (2011): Strukturanalyse sozialer Netzwerke Konzepte, Modelle, Methoden. (Studienskripten zur Soziologie Lehrbuch), Wiesbaden: VS, Verl. für Sozialwissenschaften, 305 S.